# Oberoende alliansen
Oberoende alliansen, Alianţei Independenţilor din Republica Moldova (AIRM) var ett politiskt parti i Moldavien, bildat den 13 oktober 2001 av 400 delegater från kommuner och landsting runt om i landet, som var missnöjda med kommunistpartiets förslag om minskat kommunalt självstyre.
Borgmästaren i huvudstaden Chişinău, Serafim Urechean, valdes till partiledare.
2003 beslutade partiet att upplösa sig självt och gå upp i valalliansen Vårt Moldavien.